# Ahnighito
Ahnighito, Teltet eller Cape Yorkmeteoritten er en af de største meteoritter, der er fundet. På ca. 31 ton er det den største rest af et nedslag af en jernmeteoroid for omkring 10.000 år siden på Kap York i det nordvestlige Grønland. Meteoritten blev solgt til American Museum of Natural History i New York af polarforskeren Robert E. Peary for 40.000 dollars.
Ved Kap York er der fundet otte større meteoritter, der stammer fra den samme meteoroid, hvis vægt anslås til 58 ton, se Cape York-meteoritterne. Den næststørste del af meteoroiden er Agpalilik, en meteorit på 20 ton, blev fundet af den danske grønlandsforsker Vagn Fabritius Buchwald i 1963, og den kan ses på Geologisk Museum i København.
I 2018 blev opdagelsen af et 31 km nedslagskrater, Hiawatha-krateret offentliggjort. Det er et krater efter en jernmeteor, der er anslået til 12 milliarder ton, og Ahnighito og Agpalilik kan være brudstykker af denne meteor.